# Vajta
Vajta è un comune dell'Ungheria di 963 abitanti (dati 2001). È situato nella contea di Fejér.